# Ylikiiminki
Ylikiiminki (švédsky Överkiminge) je bývalá obec v provincii Severní Pohjanmaa. Na území o 1 063,9 km² žilo 3500 obyvatel (2008). Hustota zalidnění je 3,36 obyvatel/km². Obec byla jednotně finskojazyčná. 1. ledna 2009 se sloučila s městem Oulu.

## Vesnice

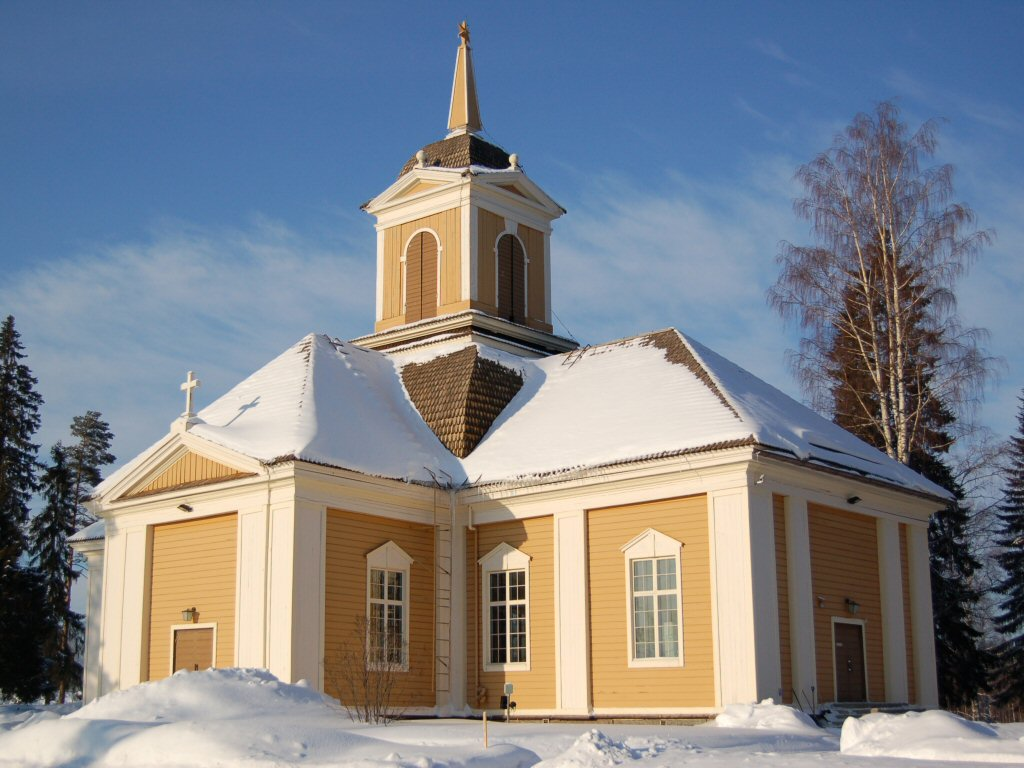
Kostel v Ylikiiminki, postavený asi roku 1788.

Aittokylä, Alavuotto, Arkala, Häikiönniemi, Jokela, Jokikokko, Jolos, Juopuli, Karahka, Kirkonkylä, Kääriänperä, Lamu, Murtomaa, Niemikylä, Nuoritta, Rekikylä, Somerovaara, Säävälä, Ukkolanmäki, Ukonkangas, Vesala, Vepsä, Ylivuotto